# Marthille
Marthille és un municipi francès, situat al departament del Mosel·la i a la regió del Gran Est. L'any 2007 tenia 190 habitants.

## Demografia

### Població
El 2007 la població de fet de Marthille era de 190 persones. Hi havia 63 famílies, de les quals 12 eren unipersonals (4 homes vivint sols i 8 dones vivint soles), 13 parelles sense fills i 38 parelles amb fills.
La població ha evolucionat segons el següent gràfic:
Habitants censats

### Habitatges
El 2007 hi havia 78 habitatges, 68 eren l'habitatge principal de la família, 2 eren segones residències i 7 estaven desocupats. Tots els 78 habitatges eren cases. Dels 68 habitatges principals, 63 estaven ocupats pels seus propietaris, 4 estaven llogats i ocupats pels llogaters i 1 estava cedit a títol gratuït; 1 tenia una cambra, 2 en tenien tres, 8 en tenien quatre i 57 en tenien cinc o més. 53 habitatges disposaven pel capbaix d'una plaça de pàrquing. A 29 habitatges hi havia un automòbil i a 33 n'hi havia dos o més.

### Piràmide de població
La piràmide de població per edats i sexe el 2009 era:
| Homes | Edats   | Dones |
| ----- | ------- | ----- |
| 0     | 95 o +  | 0     |
| 0     | 90 a 94 | 4     |
| 0     | 85 a 89 | 0     |
| 4     | 80 a 84 | 0     |
| 0     | 75 a 79 | 0     |
| 0     | 70 a 74 | 4     |
| 0     | 65 a 69 | 4     |
| 0     | 60 a 64 | 4     |
| 8     | 55 a 59 | 4     |
| 8     | 50 a 54 | 4     |
| 8     | 45 a 49 | 8     |
| 12    | 40 a 44 | 16    |
| 8     | 35 a 39 | 4     |
| 8     | 30 a 34 | 4     |
| 0     | 25 a 29 | 4     |
| 8     | 20 a 24 | 4     |
| 24    | 15 a 19 | 12    |
| 0     | 10 a 14 | 8     |
| 8     | 5 a 9   | 0     |
| 0     | 0 a 4   | 8     |

## Economia
El 2007 la població en edat de treballar era de 130 persones, 92 eren actives i 38 eren inactives. De les 92 persones actives 81 estaven ocupades (49 homes i 32 dones) i 10 estaven aturades (5 homes i 5 dones). De les 38 persones inactives 7 estaven jubilades, 8 estaven estudiant i 23 estaven classificades com a «altres inactius».

### Ingressos
El 2009 a Marthille hi havia 70 unitats fiscals que integraven 183 persones, la mediana anual d'ingressos fiscals per persona era de 16.399 €.

### Activitats econòmiques
Dels 2 establiments que hi havia el 2007, 1 era d'una empresa immobiliària i 1 d'una empresa de serveis.
L'any 2000 a Marthille hi havia 10 explotacions agrícoles que ocupaven un total de 426 hectàrees.

## Equipaments sanitaris i escolars
El 2009 hi havia una escola elemental.

## Poblacions més properes
El següent diagrama mostra les poblacions més properes.